# Mesopolobus fuscipedes
Mesopolobus fuscipedes is een vliesvleugelig insect uit de familie Pteromalidae. De wetenschappelijke naam is voor het eerst geldig gepubliceerd in 1979 door Burks.